# Jordan International Airlines
Jordan International Airlines war eine jordanische Fluggesellschaft mit Sitz in Amman und Basis auf dem dortigen Flughafen Marka. Das Unternehmen hat seinen Betrieb im September 1961 eingestellt.

## Geschichte
Jordan International Airlines wurde im Sommer 1954 von Hussein ibn Nasser Scherif, dem Onkel von König Hussein, als Charterfluggesellschaft gegründet. Im Zuge der Gründung kam es zu Auseinandersetzungen zwischen Nasser Scherif und dem jordanischen Premierminister Tawfiq Abu l-Huda, der verhindern wollte, dass das neue Unternehmen ein Air Operator Certificate bekam. Als Anschuldigungen erhoben wurden, dass Nasser Scherif die Fluggesellschaft zum Schmuggel nutzen wollte, ergriff König Hussein Partei für seinen Onkel.
Die Betriebsaufnahme erfolgte mit einer im September 1954 geleasten Curtiss C-46 (Kennzeichen N68737). Als Ersatz für das geleaste Flugzeug erhielt das Unternehmen im Dezember 1954 eine baugleiche Maschine (JY-ABV). Diese Curtiss C-46 wurde am 9. September 1956 bei einem Unfall zerstört (siehe unten). Es ist nicht bekannt, ob Jordan International Airlines das Geschäft danach vorübergehend mit angemieteten Flugzeugen fortführte oder ihren Betrieb für ein Jahr ruhen ließ. Am 20. September 1957 übernahm die Fluggesellschaft eine Douglas DC-4, die sie unter anderem im Sub-Charter für Kuwait Airways einsetzte.
Im Jahr 1961 beschloss die Regierung Jordaniens, den zwei aktiven Fluggesellschaften des Landes das Betreiberzeugnis zu entziehen. Jordan International Airlines und die 1950 gegründete Air Jordan mussten daraufhin den Betrieb zum 13. September 1961 einstellen. Parallel dazu wurde am 1. September 1961 mit der Jordan Airways eine neue Fluggesellschaft gegründet, an der neben Privatinvestoren auch der Staat Jordanien sowie die libanesische Middle East Airlines (MEA) beteiligt waren.

## Flotte
Jordan International Airlines setzte im Lauf ihres Bestehens folgende Flugzeuge ein:
- Curtiss C-46 (Luftfahrzeugkennzeichen N68737 und JY-ABV)
- Douglas C-54 (JY-ABD)

## Zwischenfälle
- Am 9. September 1956 konnte die Besatzung einer Curtiss C-46 (Luftfahrzeugkennzeichen JY-ABV) nach dem Start in Amman-Marka keine Höhe gewinnen. Die Piloten leiteten daraufhin eine Platzrunde ein. Im Endanflug schlug die Maschine mit noch eingefahrenem Fahrwerk an einem Hügel auf, rutschte über dessen Spitze hinweg und kam auf der anderen Hangseite zum Liegen. Das Flugzeug geriet danach in Brand. An Bord befanden sich vier Besatzungsmitglieder und 53 Passagiere, von denen einer ums Leben kam.[9]

- Am 15. Juni 1959 wurde eine Curtiss C-46 Commando der Jordan International Airlines (JY-...) bei einem Linienflug mit Passagieren am Flughafen Jerusalem-Atarot (Israel) beschädigt. Nähere Einzelheiten sind derzeit nicht verfügbar. Alle Insassen, Besatzungsmitglieder und Passagiere, überlebten den Unfall. Die beschädigte Maschine wurde anschließend zum Verkauf angeboten.[10]